# آرادو اس ۱
آرادو اس ۱ (به انگلیسی: Arado_S_I) یک هواگرد از نوع غیرنظامی هواپیمای آموزشی ساخت شرکت آرادو فلوکتسایک‌ورک در آلمان است. هواگرد آرادو اس ۱ نخستین پروازش را در ۱۹۲۵ میلادی انجام داد. در مجموع، تعداد ۴ فروند از این هواگرد ساخته شده‌است.